# Heterospilus flaviceps
Heterospilus flaviceps är en stekelart som först beskrevs av Marshall 1897.  Heterospilus flaviceps ingår i släktet Heterospilus och familjen bracksteklar. Inga underarter finns listade i Catalogue of Life.